# 旭丘 (豊中市)
旭丘(あさひがおか)は、大阪府豊中市東部にある地名。丁番を持たない単独町名であり、住居表示実施済み地域。郵便番号は561-0865。

## 地理
街の西側には兎川が、夕日丘との境には天竺川が流れる。西に夕日丘、北に熊野町、東に西泉丘、南に広田町に接する。

## 歴史
1970年ごろまでは農園が広がっており、三島由紀夫の小説「愛の渇き」の舞台にもなった。高度経済成長期以降大阪市のベッドタウンとしての発展が進み、特に阪神・淡路大震災後に顕著である。

## アルビス旭ヶ丘
アルビス旭ヶ丘（アルビスあさひがおか）は、旭丘に存在する都市再生機構が運営する住宅団地である。
1958年に旭ヶ丘団地（あさひがおかだんち）として竣工したが、老朽化により1997年からアルビス旭ヶ丘として建て替えられた。

## 学区
公立小・中学校に通う場合、小学校は豊中市立泉丘小学校、中学校は豊中市立第十七中学校に通うことになる。

## 交通
町内を鉄道は通らない。公共交通機関としては阪急バスの旭ヶ丘北口・旭ヶ丘バス停があるほか、徒歩での最寄り駅は岡町駅、緑地公園駅などとなる。
- 大阪府道2号大阪中央環状線(旧道)

## 施設・店舗など
目立った商業施設は存在せず、閑静な住宅街が広がる。
- いかりスーパー豊中店[7]
- 熊野田公園
- 豊中旭ヶ丘郵便局[8]